# Липник (Источни Стари Град)
Липник је насељено мјесто у општини Источни Стари Град, Република Српска, БиХ. Према попису становништва из 2013. у насељу је било 0 становника, a према попису становништва из 1991. године у насељу је живјело 64 становника.

## Становништво
По последњем службеном попису становништва из 1991. године у овом насељу живело је 64 становника, а насеље је било са већинском бошњачком популацијом.
| Националност       | 2013. | 1991.     | 1981.       | 1971.       | 1961. | 1953. | 1948. |
| Муслимани          | –     | 64 (100%) | 62 (98,41%) | 57 (96,61%) | –     | –     | –     |
| Срби               | –     | –         | 1 (1,587%)  | –           | –     | –     | –     |
| остали и непознато | –     | –         | –           | 2 (3,390%)  | –     | –     | –     |
| Укупно             | 0     | 64        | 63          | 59          | –     | –     | –     |

| Демографија | Демографија | Демографија |
| Година      | Становника  | Становника  |
| ----------- | ----------- | ----------- |
| 1971.       | 59          |             |
| 1981.       | 63          |             |
| 1991.       | 64          |             |